# Neverwinter Nights: Hordes of the Underdark
Neverwinter Nights: Hordes of the Underdark (Ночи Невервинтера: Орды Андердарка) — ролевая компьютерная игра, второе дополнение к игре Neverwinter Nights, созданное компаниями Floodgate Entertainment и BioWare и выпущенное Infogrames Entertainment (ныне Atari). Дата выхода — 2 декабря 2003 года.
Сюжетно дополнение связано с предыдущим дополнением Shadows of Undrentide — герой оказывается в Вотердипе некоторое время спустя после успешного завершения своего предыдущего приключения. Главный герой Shadows of Undrentide и Hordes of the Underdark никак не связан с героем, спасавшим Невервинтер в основной кампании.
С новым дополнением в игру были добавлены:
- Новая сюжетная кампания, рассчитанная более чем на 20 часов прохождения
- Эпические приключения: максимальный уровень персонажа — 40
- 6 престиж-классов
- 50 новых навыков и умений — боевых и социальных, 40 новых заклинаний
- 16 невиданных ранее монстров
- 4 сета для создания собственных приключений
- Расширенные возможности редактора ресурсов

## Сюжет

### Первая глава
Город Вотердип — один из величайший городов во всем Фейруне — подвергся нападению жителей Андердарка. Орды дроу, дуергаров, иллитидов и наблюдателей осаждают город снизу. Герой откликнулся на призыв и прибыл в Вотердип. В таверне Зияющий Портал герой видит сон: королеве темных эльфов Вальшарес предсказывают, что она падет от руки героя из Вотердипа. Проснувшись, герой спускается на нижний этаж гостиницы, где встречает группу героев из Невервинтера — Лину Ла’нерал, Томми Оскала, Даелана Красного Тигра и Шервин и своего старого знакомого — кобольда Диикина. В этот момент таверну атакует отряд дуергаров и дроу, которые проникли через колодец в подвале таверны. Хозяин таверны Дурнан, рассказывает герою о Подгорье — это лабиринт, созданный безумным магом по имени Галастер. Хотя многие путешественники спускались туда (и, как правило, не возвращались), никогда прежде твари не вылезали оттуда. Если дроу и дуергары свободно перемещаются по Подгорью, скорее всего, с Галастером что-то случилось. Герой соглашается отправиться в лабиринт, чтобы выяснить это.
В Подгорье царит хаос и кошмар — злые феи ведут борьбу с ограми. Герою предстоит сразиться с отрядами дроу, дуергаров, гоблинов, ракшасов (люди-тигры) и гарпий. Герой встречает голема, который рассказывает, что Галастер попал в плен к дроу и с тех пор темные эльфы могут свободно ходить по всем уровням. Герой идет на третий уровень с намерением найти и освободить Галастера.
На третьем уровне герой находит неожиданного союзника — темную эльфийку по имени Натирра. Натирра рассказывает, что есть группа мятежников-дроу, которые восстали против Вальшарес и жестоких обычаев общества дроу, и выбрали поклонение доброй богине Элистрии. Сперва Натирра дает герою несколько советов, как ему победить два больших отряда дроу, а затем присоединяется к нему и помогает освободить Галастера. Как только герой разрушает магические путы, маг освобождается и уничтожает оставшихся дроу. Безумный волшебник хочет отомстить Вальшарес руками героя — он накладывает на него нерушимый обет — герой должен отправиться в Андердарк и уничтожить Вальшарес, иначе погибнет.

### Вторая глава
Галастер телепортирует героя в лагерь повстанцев-дроу, где его встречают как союзника. Лидер последователей Элистраи — жрица-дроу, известная как Провидица, сообщает, что давно знала о пришествии героя и что их победа зависит от него. От Провидицы он узнает, что Вальшарес подчинила себе архидьявола Мефистофеля и теперь намерена захватить все земли Фейруна. С помощью Натирры и Валена (воина-тифлинга), герою предстоит найти союзников и уничтожить врагов.
Он заручается поддержкой разумных големов, которые соглашаются оказать помощь в решающий битве с Вальшарес. Затем спасает народ крылатых эльфов-авариэлей, которые случайно оказались в Андердарке, а в благодарность получает мощный артефакт — магическое зеркало. После этого герой решает разобраться с союзниками Вальшарес — он уничтожает колонию наблюдателей и убивает верховного Глаза-Тирана, лишает Вальшарес поддержки иллитидов (или уничтожив их город Зорвак Муур или договорившись с ними) и освобождает деревню бывших рабов от тирании священников Вик’стры — герой убивает монахов и главного жреца, а потом уничтожает и объект их поклонения — могущественного дракона-лича по имени Вик’стра.
После выполнения этих пяти миссий, герой должен руководить обороной лагеря повстанцев во время решающей битвы с Вальшарес. Возможны два варианта развития событий: или герой остается верен Провидице и содействует защите города, или предает своих союзников и становится на сторону Вальшарес, убив по её приказу Провидицу и Валена с Натиррой. В любом случае, герой должен будет сразиться с Вальшарес.
После смерти Вальшарес освобожденный Мефистофель заявляет, что теперь он сам встанет во главе армий Андердарка и сотрёт Вотердип с лица земли. Чтобы герой не смог ему помешать, архидьявол отправляет его в Канию — восьмой круг Ада, откуда нет выхода.

### Третья глава
Герой оказывается в Городе Потерянных Душ, населенном духами и демонами. Он узнает, что единственный способ выбраться из Кании — это узнать истинное имя Жнеца — существа, которое контролирует перемещения между мирами. В Городе Потерянных Душ герой встречает леди Арибет де Тильмаранд, предательницу Невервинтера. В зависимости от мировоззрения, герой может убедить Арибет обратиться к Свету или продолжать служить Злу. Арибет может сопровождать героя в его путешествии по Кании.
Истинное имя Жнеца знает только Знающая Имена, но где она находится, знает только её сестра — Знающая Пути. Разгадав пять загадок, герой получает от планарного существа по имени Спящий кольцо, которое указывает дорогу к Знающей Пути. Герой отправляется в ледяные пустоши Кании, где ему предстоит сразиться с двумя могущественными демонами-хранителями, которым Мефистофель приказал охранять дорогу к Знающей Имена, убивать ледяных троллей, великанов и волков. В середине пути героя ждет серьёзное испытание — встреча с орденом Долгой Смерти — организацией сильнейших злодеев Фейруна. В этом ордене состоят: мошенница по прозвищу Кровавая, минотавр Кот Ут-Каллин (первый раз его убил лорд Нашер Алагондар, чтобы отомстить за гибель своих жены и ребёнка — их бой показан в заставке к игре), маг-лич Балферон и безумный священник Маугрим (один из главных злодеев основной кампании), возглавляет орден гном-монах Жуткогрыз, который помогал спасти Невервинтер от Мораг. Расправившись с орденом, герой находит Знающую Пути и та рассказывает ему, как найти Знающую Имена. Герой отправляется дальше в пустоши Кании, сражается с целой армией демонов и последним — третьим — хранителем архидьявола. Наконец, герой находит Знающую Имена и она сообщает ему истинное имя Жнеца. (За плату она может также сообщить другие имена — Спящего, Арибет, Валена, Натирры или самого Мефистофеля). Вернувшись в Город Потерянных Душ, герой заклинает Жнеца его истинным именем и приказывает перенести в Вотердип. Герой прибывает как раз вовремя, потому что защитники города держатся из последних сил. Герой сражается с Мефистофелем и побеждает его. (Если известно истинное имя архидьявола, то герой может приказать ему или прекратить резню, или отдать власть над миром и самому стать архидьяволом).

## Новые возможности игры

### Престижные классы
- Бледный господин (Pale Master)

Требуется: способность колдовать волшебные (arcane) заклятия 3-го круга, недоброе мировоззрение.
Характеристики: к6 хитов и 2 пункта умений на уровень.
Преимущества: на первом уровне — +2 к защите (и ещё +2 за каждые 4 уровня). На втором — призыв нежити (усиливается на 4 и 9 уровнях). На третьем уровне появляется способность видеть в темноте, на пятом — количество хитов увеличивается на 3 * уровень. На шестом можно прикосновением парализовать врага (дважды в день, на 8 уровне — трижды). На 7 уровне приобретается иммунитет к парализации и оглушению всех видов, на 10 — к критическим попаданиям (и, следовательно, особым атакам плутов, убийц и т. п.). На десятом же уровне появляется особая атака, убивающая на месте прикосновением (три раза в день).
Каждый второй уровень бледный господин получает рост заклинаний, так, как если бы он получил уровень в своем исходном магическом классе.
- Ученик дракона (Red Dragon Disciple)

Требуется: класс — колдун или бард, 8 рангов в умении Lore.
Характеристики: к6 хитов (см. также ниже) и 2 пункта умений на уровень.
Преимущества: +1 к защите (и ещё по +1 на 5, 8, 10 уровнях). Сила растет на 2 на 2 и 4 уровнях, ещё на 4 — на 10-м. Выносливость увеличивается на 2 на 7 уровне, интеллект — на 9, обаяние — на 10-м. Хиты за уровень растут до к8 на 4 уровне, к10 на 6, а выше 10-го — до к12.
- Рыцарь Торма (Champion of Torm)

Требуется: атака +7 или лучше, Weapon Focus в любом оружии ближнего боя и незлое мировоззрение.
Характеристики: к10 хитов и 2 пункта умений на уровень.
Преимущества: возложение рук и поражение зла (как у паладина, эффекты складываются с паладинскими), дополнительные боевые навыки на каждом четном уровне, +1 к спасброскам за каждые два уровня. Уникальная особенность — гнев бога (раз в день — +3 к атаке, повреждениям и спасброскам, а также устойчивость к повреждениям 5/+1 на количество раундов, равное модификатору обаяния). Приобретается на пятом уровне.
- Мастер клинка (Weapon Master)

Требуется: атака +5 или лучше, 4 пункта умения Intimidate, навыки Dodge, Mobility, Weapon Focus (для оружия ближнего боя), Expertise, Spring Attack, Whirlwind.
Характеристики: к10 хитов и 2 пункта умений на уровень.
Преимущества: на первом уровне надо определить оружие выбора. Все способности мастера клинка применяются только к этому оружию.
Раз в день мастер клинка может наносить атакой максимальные повреждения. Начиная с 5 уровня, он увеличивает размер критических попаданий (если было х2, станет х3, если х3 — х4, и так далее). С 7-го — увеличивается на 2 диапазон критических попаданий. На каждом пятом уровне атака выбранным оружием увеличивается на 1.
- Защитник гномов (Dwarven Defender)

Требуется: атака +7 или лучше, раса — гнома (Dwarf), принципиальное (lawful) мировоззрение, навыки Dodge и Toughness.

Характеристики: к12 хитов и 2 пункта умений на уровень.
Преимущества: защитная стойка (с первого уровня) — +4 к силе, выносливости и защите, +2 к спасброскам. Используется раз в день за 2 уровня. С первого же уровня нашего героя невозможно застать врасплох, а с шестого — окружить. А начиная с шестого уровня, защитник игнорирует 3 (!) пункта вреда от каждой нанесенной по нему атаки, причем на 10 уровне это число возрастает до 6, и дальше за каждые 4 уровня увеличивается ещё на 3.
- Оборотень (Shifter)

Требуется: друидская способность к превращению (Wild Shape), магия третьего круга, Alertness.
Характеристики: к8 хитов и 4 пункта умений на уровень.
Преимущества: на первом уровне появляются формы детеныша дракона (красного, чёрного, синего, зелёного либо белого). На третьем — минотавра, гарпии и горгульи. Пятый уровень порадует мантикорой (эта форма умеет стрелять), василиском и драуком. Седьмой — гуманоидами: воином драу (с волшебным и отравленным мечом), кобольдом-коммандо (очень большая ловкость и способности плута) и ящером с кнутом (обезоруживание). Десятый — саблезубым тигром, медузой и иллитидом (псионическая атака). На высших уровнях, более 10 (для этого нужен суммарный уровень 21+) оборотень может (при высокой мудрости) получить дополнительные формы: нежити, иномирцев (жителей других планов), големов и, наконец, драконов.

### Эпические заклятия
Даются магам при наличии определенного ранга в Spellcraft (указан в скобках). Первые четыре годятся для любого из магических классов, остальные два — только для волшебников, колдунов и бардов. Все они приобретаются при достижении 21 уровня. Их можно колдовать в доспехах без ограничений, они не вызывают свободную атаку против мага.
Чтобы произнести эти заклятия, надо выбрать особое меню Epic Spell (то есть, они находятся не там же, где остальные чары).
- Mummy Dust (15). Вызов могущественной мумии.
- Dragon Knight (22). Вызов красного дракона.
- Greater Ruin (15). 35к6 пунктов вреда одному противнику.
- Hellball (32). По 10к6 хитов вреда от кислоты, огня, электричества и звука всем врагам в области эффекта.
- Epic Mage Armour (26). +20 к защите.
- Epic Warding (34). Защита от оружия 50/+20 на срок 1 раунд * уровень.

### Создание волшебных вещей
При изготовлении предмета делается бросок умения Crafting (новое). Для доспехов КТ равен защите доспеха + 10; для оружия — простого 11-13, воинского 13-15, экзотического 17-19. Тратятся также материалы и деньги.
Сперва из материала делается промежуточный компонент (иногда его можно найти или купить готовый), например, рукоять или клинок меча. Потом они собираются вместе.
Когда у вас уже есть вещь, можно придать ей волшебные свойства. Для этого и нужны особые навыки — простое оружие или латы можно сделать и без них. Кроме того, нужны рецепты. Чтобы сделать зелье или свиток, достаточно наколдовать заклинание на бутылку или пустой свиток.

## Оценки
| Сводный рейтинг | Сводный рейтинг |
| Агрегатор       | Оценка          |
| --------------- | --------------- |
| GameRankings    | 84,03 %         |